# Mandlachsee
Der Mandlachsee beim Weiler Mandlach südlich des Ortsteils Handzell des Marktes Pöttmes ist ein durch den Obermühlen-Bach aufgestauter Weiher im Landkreis Aichach-Friedberg (Schwaben, Bayern). Der etwa 280 × 60 Meter große See wurde bei der Flurbereinigung im Landkreis Aichach-Friedberg erstellt.

## Erholungsangebot
Das kleine Naherholungsgebiet bietet Parkplatz, Wasserwacht, Kinder- und Ballspielplatz, blaue Plastik-Badeinsel, Umkleidekabinen, Duschen, WC, Liegewiesen, Sandstrand, Kiosk, eine Gastwirtschaft und einen Landkreis-Zeltplatz. Der Kreisjugendring hat die Betriebsträgerschaft für den Jugendzeltplatz des Landkreises am Mandlachsee. Das ca. 6,5 Hektar große Freizeitgelände ist über die Staatsstraße 2035 (Augsburg–Neuburg) zu erreichen. Der Mandlachsee ist kalt, denn der Bach Obermühle (Sandrach) bringt ständig neues Wasser in den See hinein, der kaum Zeit hat, sich zu erwärmen.

## Umweltaktion
Am 25. März 2015 war am Eingangsbereich des Sees ein transparenter Vorhang zu sehen, in dem unbekannte Künstler den rund um den See gesammelten Müll präsentierten, um Passanten durch die plakative Forderung: „Fundsachen – Möge jeder das mitnehmen, was sein Eigen ist.“ auf die ungewöhnliche Fundgrube aufmerksam zu machen. Darin enthalten waren u. a.: ein Schuh, eine benutzte Windel, Zigarettenstummel, Flaschen, Alufolie, Verpackungsmaterial aus dem Anglerbedarf, Plastikteile und vieles mehr.
Auf der gegenüberliegenden Uferseite setzten die aktiven Umweltkünstler den dort platzierten Mülleimer in Szene, indem sie ihm ein T-Shirt mit der Aufschrift: „Gib’s mir. Danke Dein Mülleimer“ anzogen. Daneben wurde ein beschriftetes Transparent aufgehängt, das ein Zitat des französischen Philosophen Luc de Clapiers, Marquis de Vauvenargues trug: „Die Verachtung unserer Natur, ist ein Irrtum unserer Vernunft.“